# Henry's Dream
Henry's Dream är Nick Cave & The Bad Seeds sjunde studioalbum, släppt 1992.

## Låtlista
Samtliga låtar skrivna av Nick Cave.
1. "Papa Won't Leave You, Henry" - 5:55
2. "I Had a Dream, Joe" - 3:43
3. "Straight to You" - 4:35
4. "Brother, My Cup Is Empty" - 3:02
5. "Christina the Astonishing" - 4:51
6. "When I First Came to Town" - 5:22
7. "John Finn's Wife" - 5:13
8. "Loom of the Land" - 5:08
9. "Jack the Ripper" - 3:46

## Medverkande
- Nick Cave (sång, munspel, synt)

The Bad Seeds:
- Mick Harvey (gitarr, synt, vibrafon, trummor)
- Blixa Bargeld (gitarr)
- Conway Savage (piano, orgel)
- Martyn P. Casey (basgitarr)
- Thomas Wydler (slagverk, trummor)

## B-sidor och covers
Straight to You släpptes med Jack The Ripper och Blue Bird some b-sidor. Vissa pressningar har en akustisk version av Jack the Ripper. Videon gjordes av Anton Corbijn. Flera artister har gjort coverversioner.
I Had a Dream, Joe gjordes i videoform av John Hillcoat.
Jack the Ripper släpptes även som promosingel, med Blue Bird och What Can I Give You? som b-sidor. Den senare låten är en tidig variant av Faraway, So Close. Videon har gjorts i två versioner, av John Hillcoat. 
Både Loom of the Land och Brother, My Cup Is Empty har spelats av andra artister.
Christina the Astonishing spelas i filmen Jonas in the Desert, samtidigt som man ser Nick göra ett bungyjump.

## Kuriosa
Textraden The elms and the poplars were turning their backs i Loom of the Land är tagen från boken Lolita av Vladimir Nabokov.
Den ena videon till Jack the Ripper kallas The "Blood" Version och är betydligt blodigare än den andra.
Albumets titel är eventuellt en passning till en serie dikter av den amerikanske poeten John Berryman. Sviten The Dream Songs skildrar drömmarna hos en karaktär vid namn Henry.
Flera par har haft Straight to You som musik då de gift sig.